# Vincent Mennie
Vincent Mennie (* 19. Mai 1964 in Dortmund) ist ein ehemaliger schottischer Fußballspieler.
Mit 18 Jahren kam der in Dortmund geborene schottische Stürmer von Borussia Lippstadt zum 1. FC Köln. Sowohl unter dem Trainer Rinus Michels als auch bei seinem Nachfolger Johannes Löhr konnte sich Mennie keinen Stammplatz sichern. Bei dem hochkarätigen Kader, in dem sich große Namen wie Klaus Allofs, Klaus Fischer, Pierre Littbarski, Tony Woodcock oder Stephan Engels in der Offensive tummelten, war dies wahrlich schwer. 1986 verließ er den FC.

## Vereine
- bis 1982 Borussia Lippstadt (Jugend)
- 1982–1986 1. FC Köln
- 1986–1988 FC Dundee
- 1989–1989 FC Falkirk
- 1989–1990 Forfar Athletic
- 1990–1991 Wuppertaler SV[1]

## Statistik
- 1. Bundesliga
29 Spiele; 1 Tor

- Europapokal der Pokalsieger; UEFA-Pokal
3 Spiele; 1 Tor

## Erfolge
- 1983 DFB-Pokal-Sieger
- 1986 UEFA-Pokal-Finale